# Cœur univentriculaire
 Mise en garde médicale
Le cœur univentriculaire est une malformation cardiaque caractérisée par la présence d'une seule cavité ventriculaire qui est dans 80 %  des cas un ventricule gauche avec deux valves auriculo-ventriculaires soit deux entrées ou une seule valve par atrésie de l'autre valve.
Les autres anomalies avec un seul ventricule mais une seule valve auriculo-ventriculaire ou l'existence de deux ventricules s'accompagnant d'une hypoplasie extrême d'un ventricule ou d'un ventricule non septal sont appelées : cardiopathie congénitale de type uni ventriculaire.
Cette anomalie est responsable d'un shunt[Quoi ?] gauche-droit massif avec risque d'hypertension artérielle pulmonaire rapide en quelques mois.

## Explication
Le ventricule unique, ou cœur univentriculaire, est une malformation cardiaque congénitale avec une incidence inférieure à 10 % de toutes les cardiopathie congénitales et apparaît environ en 5 sur 100 000 nouveau-nés. Il s'agit de la présence d'un seul ventricule et deux oreillettes. La communication entre les oreillettes et les ventricules se fait par une seule valve, le canal atrio-ventriculaire. Il ne faut pas confondre cette pathologie avec le syndrome hypoplasie du cœur gauche.

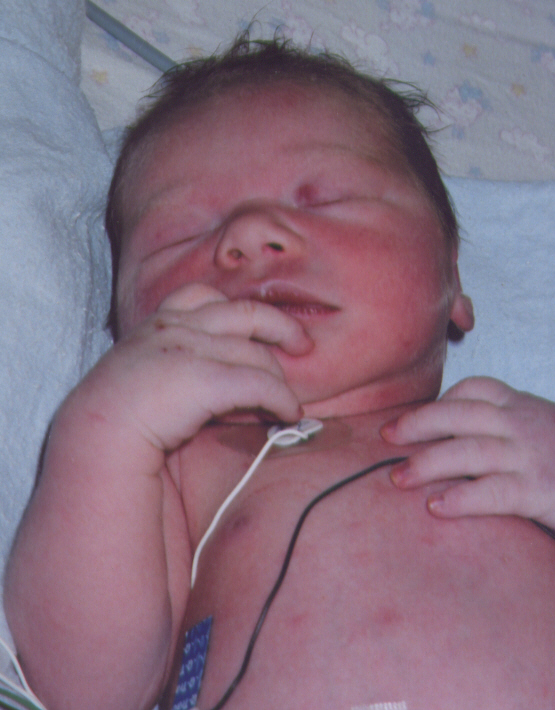
Cyanotic neonate.

Cette malformation entraine un important shunt gauche-droit avec hypertension artérielle pulmonaire d'évolution rapide.
Il s'agit d'une cardiopathie congénitale grave, avec un taux de mortalité élevé, 85 % dans les deux premières années de vie. La mort est due à une hypoxie et défaillance cardiaque. Si l'enfant réussit à survivre les deux premières années, le taux de mortalité chute vers les 9 % entre 2 et 15 ans. Certains patients arrivent à atteindre 40-50 ans ou plus dépendant des malformations associées. La présence d'une sténose sur la voie d'éjection aortique a un pronostic vital sévère. De même pour la présence d'une sténose sévère ou atrésie de la valve pulmonaire. Les sténoses modérées de la valve pulmonaire sont les bien-venues car elles protègent le lit artériel pulmonaire et ont un meilleur pronostic.
Le diagnostic doit être fait rapidement et, si les conditions sont favorables, la première chirurgie sera le cerclage de l'artère pulmonaire au cas où une sténose modérée n'existerait pas, permettant ainsi de protéger le lit artériel pulmonaire et empêcher le développement de l'hypertension artérielle pulmonaire.
Pendant la grossesse il n'y a pas de signe de souffrance du fœtus car les circulations pulmonaire et systémique sont interliées. Le diagnostic peut être fait "in uterus" par échocardiographie fœtale et non seulement l'équipe médicale est prête quand l'enfant naît, mais aussi les malformations associées peuvent être diagnostiquées.
Ainsi que les conditions du nouveau-né sont satisfaisantes, l'intervention de Glenn peut avoir lieu. Ce n'est plus qu'une anastomose cavo-pulmonaire partielle, ce qui renvoie le sang veineux de la veine cave supérieure vers l'artère pulmonaire. Plus tard, vers les 4 ans l'« intervention de Fontan », ou anastomose cavopulmonaire totale, drainera le sang de la veine cave inférieure vers l'artère pulmonaire aussi.

## Différents types

### Un seul ventricule
- Deux valves auriculo-ventriculaires : Vrai cœur uni ventriculaire
- Une seule valve auriculo-ventriculaire
  - Type canal auriculo-ventriculaire avec isomérisme droit rendant souvent impossible la détermination du type de ventricule
  - Valve mitrale
  - Valve tricuspide

### Deux ventricules
- Hypoplasie extrême d'un des deux ventricules dans ce cas un des deux ventricules est présent mais non fonctionnel
  - A.P.S.I : Ventricule droit présent avec tricuspide mais non fonctionnel
  - Hypoplasie du cœur gauche
  - Atrésie de la tricuspide : le ventricule unique est le ventricule gauche relativement bon pronostic
  - Atrésie de la mitrale le ventricule unique est le ventricule droit moins bon pronostic

### Ventricule non septal non réparable
Straddling des valves auriculo-ventriculaires: présence d'un des feuillets valvulaires dans l'autre ventricule avec communication inter ventriculaire obligatoire
Communication inter ventriculaire immense ou multiple type fromage de gruyère

## Clinique
[Quoi ?] Shunt gauche droit massif débouchant vers une hypertension artérielle pulmonaire en quelques mois.
S'il existe une sténose pulmonaire les signes dépendent de l'importance de la sténose soit bien toléré soit cyanose.

## Échographie
L'échographie fait le diagnostic et permet une description précise des anomalies associées :
- Type de ventricule restant
- Type de connexion auriculo-ventriculaire concordante ou discordante
- Position des vaisseaux
- Recherche des obstacles aortiques  (coarctation ++) ou pulmonaires (ducto-dépendance pour la perfusion pulmonaire).
- Retour veineux pulmonaire et systémique (Pronostic de la connexion cavo pulmonaire)

## Programme thérapeutique
Le but de la prise en charge est d'avoir :
- Ventricule fonctionnel
- Valves compétentes principalement la mitrale
- Résistances vasculaires pulmonaires basses pour permettre une dérivation cavo-pulmonaire
- Artères pulmonaires droite et gauche normales
- Retour veineux pulmonaire normal
- Retour veineux systémique
  - Veine cave supérieure gauche
  - Retour par l'azygos

### Prise en charge
- Correction de la cyanose (Cardiopathie à sang mélangé)
  - Dérivation cavo pulmonaire totale établissement d'une connexion oreillette droite -artère  pulmonaire (intervention de Fontan)
  - Dérivation veine cave inférieure- artère pulmonaire (dérivation extra cardiaque)
  - Fenêtre à réaliser pour limiter le débit (donc la pression) dans les poumons
  - Prostaglandine
  - Intervention de Blalock mais abîme les artères pulmonaires
- Permettre la mélange des sangs
  - Perfusion de l'aorte par le canal artériel
  - Élargissement de la communication inter auriculaire
- Préserver la fonction ventriculaire unique en supprimant les contraintes barométriques. Sinon apparition d'une hypertrophie ventriculaire et  augmentation de la compliance du ventricule gauche et  augmentation de la pression télé diastolique ventriculaire puis apparition d'une hypertension artérielle pulmonaire
- Limiter la surcharge volumétrique 
  - En essayant d'amener le rapport débit pulmonaire débit systémique à 1 : Maintenir la saturation en O2 à 70 %
- Limiter les résistances vasculaires pulmonaires et préserver l'anatomie des artères pulmonaires
  - Par cerclage de l'artère pulmonaire
- Dérivation cavo pulmonaire partielle ou totale entre 3 et 6 mois

### En pratique
- Hypoplasie du cœur gauche : Traitement palliatif de Norwood
- Obstacle pulmonaire 
  - Opération de Blalock
  - Dérivation cavo pulmonaire partielle
  - Dérivation cavo pulmonaire totale
- Coarctation pulmonaire : plastie isthmique
- Protection pulmonaire par cerclage
- Dérivation cavo pulmonaire totale établissement d'une connexion oreillette droite -artère  pulmonaire : Intervention de Fontan
- Dérivation veine cave inférieure- artère pulmonaire (dérivation extra cardiaque)
- Fenêtre à réaliser pour limiter le débit (donc la pression) dans les poumons
- Obstacle sous aortique : Intervention de Norwood